# ザグレブ地震 (2020年)
ザグレブ地震(ザグレブじしん、2020 Zagreb earthquake)は、2020年3月22日にクロアチアのザグレブで発生した地震。
マグニチュード（M）5.3を観測し、同規模の地震はおよそ140年ぶりだった。